# بني بكار
قرية بنى بكار هي إحدى القرى التابعة لمركز مطوبس في محافظة كفر الشيخ في جمهورية مصر العربية. حسب إحصاءات سنة 2006، بلغ إجمالي السكان في بنى بكار 7209 نسمة، منهم 3686 رجل و3523 امرأة.